# Lipara (chi ruồi)
Lipara là một chi ruồi trong họ Chloropidae.
- L. lucens Meigen, 1830
- L. rufitarsis Loew, 1858
- L. pullitarsis Doskočil & Chvála, 1971
- L. similis Schiner, 1854